# С’ пријатељима на сто
С’ пријатељима на сто је први албум певача Бојана Томовића.Албум је издат 2005. године за издавачку кућу Гранд продукција. Томовић је аутор свих текстова на албуму.

## Списак песама
| №  | Назив                 | Трајање |  |
| 1. | С’ пријатељима на сто | 03:38   |  |
| 2. | А ја цвеће донео      | 3:37    |  |
| 3. | Нисам те заборавио    | 3:35    |  |
| 4. | Моторола              | 3:09    |  |
| 5. | На дистанци           | 3:57    |  |
| 6. | Оде једна, дођу две   | 3:14    |  |
| 7. | Нежења                | 3:15    |  |
| 8. | Наздрављамо           | 3:06    |  |